# Croix de Montauriol
La croix de Montauriol est une croix située à Montauriol, en France.

## Localisation
La croix est située sur la commune de Montauriol, dans le département français de l'Aude.

## Historique
L'édifice est inscrit au titre des monuments historiques en 1948.